# Intramolekularer Elektronentransfer
Intramolekularer Elektronentransfer ist in der Chemie eine Redoxreaktion, die über eine kovalente Verknüpfung (Brücke) zwischen oxidierenden und reduzierenden Reaktanden abläuft. Weil dafür die Bildung  überbrückter Zwischenprodukte erforderlich ist, treten intramolekulare Reaktionen nur bei Komplexverbindungen mit kleinen Liganden auf. Beim intramolekularen Elektronentransfer (ISET) überbrückt ein Ligand zwei Metall-Redoxzentren während des Elektronentransfer-Prozesses, bei dem ein Metallzentrum als Donor ein Elektron an das andere Metallzentrum abgibt, das wiederum als Akzeptor agiert. Der ISET ist in biologischen Systemen selten, wo die Redoxzentren oft durch unförmige Proteine abgeschirmt werden. Er wird normalerweise angewendet, um Reaktionen zu beschreiben, die in Komplexverbindungen von Übergangsmetallen ablaufen.

## Schema
- Brückenbildung: {\displaystyle \mathrm {{D^{\star }}+[X{-}A]\longrightarrow {[D^{\star }}{-}X{-}A]} }

- Elektronentransfer: {\displaystyle \mathrm {[{D^{\star }}{-}X{-}A]\longrightarrow [D{-}X{-}{A^{\star }]}} }

- Produkt: {\displaystyle \mathrm {[D{-}X{-}{A^{\star }]}\longrightarrow [D{-}X]+A^{\star }} }

(Erläuterung: das Sternchen soll in diesem Fall nicht den angeregten Zustand beschreiben, sondern
das wandernde Elektron, ein Punkt wäre hier zu schlecht sichtbar.)
Vor dem Elektronentransfer muss sich der überbrückende Komplex bilden, und dieser Prozess ist oft sehr reversibel. Intramolekularer Elektronentransfer läuft über die Ligandenbrücke ab, sobald diese sich gebildet hat. In einigen Fällen existiert eine stabile überbrückte Struktur im Grundzustand, in anderen Fällen kann die überbrückende Struktur ein vorübergehend gebildetes Zwischenprodukt sein, oder ein Übergangszustand während der Reaktion.
Intramolekularer Elektronentransfer verläuft nach dem Schema Donor-Brücke-Akzeptor.
Die Brücke kann auch ein molekularer Draht (molecular wire) bilden.

## Eignung von Komplexen für den Elektronentransfer
Gemischte Valenz-Substanzen enthalten ein Element, das in mehr als einer Oxidationsstufe existiert:
Bekannte Beispiele hierfür sind der Creutz-Taube-Komplex, Berliner Blau und Molybdän Blau. Viele Feststoffe mit gemischten Valenzen sind Indium-Schwefel-Verbindungen. Gemischte Valenzen kommen in organischen Metallkomplexen vor.
Man kann sie nach der Robin-Day-Einteilung in drei Gruppen unterteilen:
| Klasse | Komplexverbindung                    |
| ------ | ------------------------------------ |
| I      | Blei(II,IV)-oxid und Antimontetroxid |
| II     | Berliner Blau                        |
| III    | Creutz-Taube-Komplex                 |

- I: Es besteht fast keine Wechselwirkung zwischen den Reaktionszentren. Der Komplex zeigt die gleichen Eigenschaften wie die isolierten Metallzentren.

- II: Schwache elektronische Wechselwirkungen verändern die Eigenschaften der beiden Redoxzentren. Eine geringe Aktivierungsenergie ist erforderlich, um Elektronentransfer zwischen den Metallzentren über die Ligandenbrücke zu induzieren. Der Elektronentransfer findet über die Cyanid-Brücke zwischen dem Eisen(II)- und Eisen(III)-Reaktionszentrum statt.

- III: Starke Wechselwirkung zwischen den beiden identischen Reaktionszentren des gemischtvalenten Komplexes, der sich in seinen Eigenschaften von denen der isolierten Metallionen unterscheidet. Die metallischen Reaktionszentrem sind von denselben Liganden umgeben und der Brückenligand ist gut geeignet für intramolekularen Elektronentransfer, besitzt ein konjugiertes System und ist leicht zu reduzieren. Intramolekuarer Elektronentransfer wurde zuerst beim Creutz-Taube-Komplex festgestellt.

## Taubes Experiment
Henry Taube wurde im Jahr 1983 für die Entdeckung des intramolekularen Mechanismus mit dem Nobelpreis für Chemie ausgezeichnet.
Die Veröffentlichung kann zusammengefasst werden in folgender Gleichung:
{\displaystyle \mathrm {[CoCl(NH_{3})_{5}]^{2+}\ +\ [Cr(H_{2}O)_{6}]^{2+}\longrightarrow [Co(NH_{3})_{5}(H_{2}O)]^{2+}\ +\ [CrCl(H_{2}O)_{5}]^{2+}} }
Bedeutend ist, dass Chlorid ursprünglich an Cobalt (das Oxidans), dann an Chrom gebunden wird (in der Oxidationsstufe +3), das dann eine inerte Bindung mit dem Liganden bildet. Die Beobachtung belegt die Zwischenstufe eines Bimetall-Komplexes:
{\displaystyle \mathrm {[Co(NH_{3})_{5}(\mu -Cl)Cr(H_{2}O)_{5}]^{4+}} }
wobei μ-Cl bedeutet, dass das Chlorion Cr- und Co-Atome überbrückt, indem es beiden als Ligand dient. Dieses Chloridion dient dem Elektronenfluss von Cr(II) zu Co(III) unter Bildung von Cr(III) und Co(II).
Ein Komplex der als Modell für die Untersuchungen des intramolekularen Elektronentransfers dient, dient ist der Creutz-Taube-Komplex:
{\displaystyle \mathrm {[(NH_{3})_{5}RuNC_{4}H_{4}Ru(NH_{3})_{5}]^{5+}} }
Er enthält zwei Rutheniumkationen mit gemischten Valenzen.
Außerdem gibt es organische Substanzen mit gemischten Valenzen wie z. B. Tetrathiafulvalen und das Radikalkation von N,N,N',N'-Tetramethyl-p-phenylendiamin.